# Carduus nutans
Carduus nutans és un card de la família asteràcies. És una herbàcia biennal amb flors de color vermell porpra i tiges amb espines agudes. És una planta nativa d'Europa, incloent els Països Catalans (però manca a les Balears), Nord d'Àfrica i part d'Àsia. Té una distribució cosmopolita però està absent a les regions tropicals i subtropicals, com també del sud d'Àfrica i la major part d'Àsia. Creix des del nivell del mar fins als 2500 m d'altitud en sòls neutres o àcids.
A Amèrica del Nord es considera una espècie invasora. S'ha intentat controlar de manera biològica amb l'insecte Rhinocyllus conicus.
És una planta ramificada que pot arribar als 2 m d'alt. Les tiges són alades i amb espines i les fulles verd fosques, lobulades bipinnades. Les inflorescències són capítols solitaris de 3 a 5 cm (rarament 7 cm) de diàmetre. Els fruits són aquenis de color bru/daurat, d'uns 5 mm de llarg. A la maduresa, els capítols s'inclinen lateralment uns 90° a 120° respecte a l'eix de la tija.

## Sinònims
- Carduus armenus Boiss.
- Carduus attenuatus Klokov
- Carduus coloratus Tamamsch.
- Carduus kondratjukii Gorl.
- Carduus leiophyllus Petrovič
- Carduus macrocephalusDesf.
- Carduus macrocephalus var. kabylicus Maire
- Carduus macrolepis Peterm.
- Carduus numidicus var. porpinquus Batt.
- Carduus nutans var. armenus Boiss.
- Carduus nutans var. atlanticus (Pomel) Batt.
- Carduus nutans var. brachycentros Hausskn.
- Carduus nutans subsp. leiophyllus (Petrovič) Stoj. i Stef.
- Carduus nutans var. leiophyllus (Petrovič) Arènes
- Carduus nutans var. longispinus Moris
- Carduus nutans subsp. macrocephalus (Desf.) Gugler
- Carduus nutans subsp. macrocephalus (Desf.) K.Richt
- Carduus nutans var. macrocephalus (Desf.)
- Carduus nutans subsp. macrolepis (Peterm.) Kazmi
- Carduus nutans var. songaricus C.Winkl. ex O.Fedtsch. i B.Fedtsch.
- Carduus nutans subsp. sporadum (Halácsy) Rech.f.
- Carduus nutans var. vestitus (Hallier) B.Boivin
- Carduus phyllolepis Willk.
- Carduus propinquus Pomel ex Batt. & Trab.
- Carduus schischkinii Tamamsch.
- Carduus songoricus (C.Winkl. ex C.Winkl.) Tamamsch.
- Carduus thoermeri subsp. armenus (Boiss.) Kazmi[4]